# Emiliano Sala
Emiliano Raúl Sala Taffarel (31 tháng 10 năm 1990 – 21 tháng 1 năm 2019) là một cố cầu thủ bóng đá người Argentina chơi ở vị trí tiền đạo cắm.
Sala bắt đầu sự nghiệp bóng đá chuyên nghiệp tại Pháp cho câu lạc bộ Bordeaux. Và ra mắt lần đầu tiên cho câu lạc bộ vào tháng 2 năm 2012. Vào năm 2015, anh đã ký hợp đồng với câu lạc bộ FC Nantes. Tại Nantes, Sala đã có hơn 100 lần ra sân ở giải đấu Ligue 1 và bứt phá ở mùa giải 2018–19 với 12 bàn thắng sau 19 trận ra sân. Anh chuyển đến thi đấu cho câu lạc bộ Cardiff City vào tháng 1 năm 2019, với mức phí kỷ lục của câu lạc bộ là £15 triệu bảng (€18 triệu euro).
Vào ngày 22 tháng 1 năm 2019, Sala được báo cáo là mất tích khi đang ở trên chiếc máy bay Piper Malibu, chuyến bay từ Nantes đến Cardiff nhưng đã biến mất khỏi đảo Alderney vào ngày trước đó. Một cuộc tìm kiếm mở rộng đã được thực hiện, nhưng bị hủy bỏ bởi cảnh sát Guernsey 3 ngày sau đó, Quần đảo Eo biển Anh có diện tích hơn 1.700 dặm vuông (4.400 km2). Nhà chức trách tuyên bố rằng khả năng những người ngồi trên máy bay sống sót sau vụ việc là "cực kỳ thấp".
New York Times đưa tin ngày 4/2, nhà chức trách đã tìm thấy chiếc máy bay chở Emiliano Sala mất tích hôm 20/1 trên eo biển Manche nhưng không tìm thấy bất kỳ dấu hiệu nào của hai người trên máy bay.

## Thời niên thiếu
Sala được sinh ra ở thị trấn Cululú, tỉnh Santa Fe, Argentina. Cha anh, ông Horacio Sala làm nghề lái xe tải. gia đình anh sau đó chuyển đến Progreso. Sala có một anh trai tên là Dario và một chị gái tên là Romina. Sala là một fan hâm mộ của câu lạc bộ Club Atlético Independiente và cầu thủ yêu thích của anh chính là huyền thoại bóng đá người Argentina, Gabriel Batistuta.

## Sự nghiệp

### Nantes
Vào ngày 20 tháng 7 năm 2015, Sala gia nhập câu lạc bộ FC Nantes với một bản hợp đồng có thời hạn 5 năm và Nantes sẽ phải trả một khoản phí chuyển nhượng được cho là 1 triệu euro cho câu lạc bộ Bordeaux. Mùa giải 2016, Sala có trận thi đấu đầu tiên cho câu lạc bộ trong trận đấu Nantes đã chiến thắng 1–0 trước Guingamp, Anh đã ghi bàn thắng đầu tiên cho câu lạc bộ vào ngày 5 tháng 12 năm 2015 trong trận hòa 1–1 với AC Ajaccio. Mặc dù chỉ ghi được 6 bàn thắng tại mùa giải đầu tiên nhưng Sala đã có những tiến bộ vượt bậc vào những mùa giải tiếp theo. Đỉnh điểm tại mùa giải 2018–19, Sala đã ghi tới 12 bàn thắng sau 19 trận ra sân cho câu lạc bộ Nantes.

### Cardiff City
Vào ngày 19 tháng 1 năm 2019, Sala đã gia nhập đội bóng Cardiff City FC với một bản hợp đồng có thời hạn ba năm rưỡi, mức phí chuyển nhượng kỷ lục của câu lạc bộ là 15 triệu bảng. Sala đã từ chối lời đề nghị muộn từ một câu lạc bộ tại giải đấu Chinese Super League mặc dù đề nghị đó có khoản phí chuyển nhượng và lương cao hơn so với Cardiff, Sala khẳng định anh ấy muốn chơi tại Premier League.
Lúc 20h30 ngày 21/1, chiếc máy bay "The Piper Malibu" chở Emiliano Sala – tân binh đắt giá nhất lịch sử CLB Cardiff cùng phi công David Ibbotson đã mất liên lạc với trạm kiểm soát không lưu khi bay đến gần khu vực Alderney, thuộc quần đảo Channel.
Cuộc tìm kiếm với quy mô lớn đã được triển khai vào ngày 22/1 nhưng dừng lại vào 17h cùng ngày. Phát ngôn viên của Cảnh sát Guernsey cho biết: "Sau 15 giờ tìm kiếm, một vài mảnh vỡ máy bay đã được tìm thấy. Chúng tôi không tìm thấy dấu hiệu nào của Sala và người đi cùng. Nếu thực sự họ đã hạ cánh trên biển, thật không may, cơ hội sống sót là rất mong manh".
Ông John Fitzgerald, giám đốc cục khí tượng quần đảo Channel cũng tỏ ra bi quan: "Với điều kiện thời tiết xấu, nhiệt độ của nước biển, tôi không dám chắc vào cơ hội sống sót của những người bị nạn".
Đến ngày 07/2, cảnh sát Dorset đã xác nhận thi thể được tìm thấy trên chiếc máy bay chính là Emiliano Sala. Anh ấy đã bị chấn thương đầu và điều đó khiến anh tử vong.

## Thống kê

### Câu lạc bộ
| Câu lạc bộ | Mùa giải  | Giải đấu | Giải đấu  | Cup    | Cup       | Quốc tế | Quốc tế   | Tổng cộng | Tổng cộng |
| Câu lạc bộ | Mùa giải  | Ra sân   | Bàn thắng | Ra sân | Bàn thắng | Ra sân  | Bàn thắng | Ra sân    | Bàn thắng |
| ---------- | --------- | -------- | --------- | ------ | --------- | ------- | --------- | --------- | --------- |
| Crato      | 2009–10   | 1        | 2         | 0      | 0         | 0       | 0         | 1         | 2         |
| Orléans    | 2012–13   | 37       | 19        | 0      | 0         | 0       | 0         | 37        | 19        |
| Niort      | 2013–14   | 37       | 18        | 3      | 2         | 0       | 0         | 40        | 20        |
| Bordeaux   | 2014–15   | 11       | 1         | 1      | 0         | 0       | 0         | 12        | 1         |
| Caen       | 2014–15   | 13       | 5         | 0      | 0         | 0       | 0         | 13        | 5         |
| Nantes     | 2015–16   | 31       | 6         | 4      | 0         | 0       | 0         | 35        | 6         |
| Nantes     | 2016–17   | 34       | 12        | 5      | 3         | 0       | 0         | 39        | 15        |
| Nantes     | 2017–18   | 36       | 12        | 2      | 2         | 0       | 0         | 38        | 14        |
| Nantes     | 2018–19   | 19       | 12        | 2      | 1         | 0       | 0         | 21        | 13        |
| Nantes     | Tổng cộng | 120      | 42        | 13     | 6         | 0       | 0         | 133       | 48        |
| Tổng cộng  | Tổng cộng | 219      | 87        | 17     | 8         | 0       | 0         | 236       | 95        |

## Liên kết
- Bản mẫu:LFP
- Emiliano Sala tại ForaDeJogo